# Gaio Mario Vittorino
Gaio Mario Vittorino (in latino Gaius Marius Victorinus; 280/290 – Roma, 364) è stato un retore, filosofo, teologo e grammatico romano.
È anche noto per avere tradotto dal greco al latino  l'Isagoge di Porfirio e, forse, le Categorie e il De Interpretatione di Aristotele.

## Biografia
Nato in Africa al tempo del regno di Diocleziano, insegnò retorica a Roma ove ebbe allievo, tra gli altri, San Girolamo. Si convertì in vecchiaia al cristianesimo (355 circa): la sua conversione sembra abbia influenzato, molti anni più tardi, quella di Agostino d'Ippona.
Nelle Confessioni, libro VIII, capitolo 2 Agostino riferisce di aver letto una traduzione latina fatta da Vittorino dei cosiddetti libri Platonicorum, che probabilmente contenevano anche trattati delle Enneadi di Plotino, durante il periodo milanese, quando studiava presso sant'Ambrogio e Simpliciano. Tuttavia, il neoplatonismo dei due filosofi presenta analogie molto limitate.
Vittorino tradusse anche le opere di Aristotele (anche se ci sono problemi filologici che sembrano mostrare il contrario) e di Porfirio.
Quando l'imperatore Giuliano pubblicò l'editto col quale proibiva ai cristiani d'insegnare nelle scuole i testi della letteratura pagana greca, Vittorino chiuse la sua scuola ritirandosi a vita privata.
Gli fu eretta una statua nel Foro di Traiano a Roma.

## Pensiero
Il trattato De definitionibus è suo e non di Boezio, al quale era stato attribuito. Il suo manuale di prosodia, in quattro libri, è una traduzione pressoché letterale di Aftonio; similmente, altre opere di grammatica e retorica, già a lui attribuite, sono certamente di altri autori, mentre suo è il commento del De inventione di Cicerone.
I suoi scritti teologici comprendono un trattato di quattro libri Adversus Arium, introdotto da una corrispondenza tra Vittorino ed un personaggio (forse fittizio), l'ariano Candido. Nelle principali edizioni, segue il piccolo trattato De homoousio recipiendo e tre Inni sulla Trinità. Vittorino ha inoltre scritto dei commenti delle lettere di Paolo ai Galati, agli Efesini e ai Filippesi.
Mantenne una concezione filosofica neoplatonica anche dopo la sua conversione al cristianesimo, e la sua esposizione della dottrina della Trinità nell'Adversus Arium ha notevole valore come espressione della primitiva filosofia cristiana.
Significative testimonianze sono, a tal proposito, la riflessione sul concetto di "ousia" di derivazione neoplatonica nella sua traduzione latina di "substantia" e la sua relativa attribuzione a Dio, particolarmente nelle dispute Trinitarie con gli ariani. Nella Lettera di Candido a Vittorino (Candidi epistula ad Marium Victorinum), quest'ultimo afferma:
()
Visti i termini della questione, Vittorino cerca di mostrare come i concetti greci di "ousia" e "ypostasis", anche nella loro forma latina di "substantia" e "subsistentia" siano utilizzabili ed ermeneuticamente proficui quanto all'idea di una unità trinitaria di Dio. Stimolato dalla formula trinitaria "una substantia, tres subsistentiae" e partendo dall'inadeguatezza di fondo della lingua umana riguardo al "Primo e Più alto" (l'Uno plotiniano), che ci costringe alla negazione e alla metafora, egli ne descrive l'assolutezza nel suo esser-trinitaria mediante un pensiero che, processualmente, si muove al di la del tempo e volontariamente dispiegantesi in se stesso, a partire da se stesso e verso se stesso e che, solo in questo atto si costituisce come Una sostanza. Un essere dunque che esiste in modo triadico o trinitario e che giunge a sé attraverso un movimento circolare di de-occultamento, autodispiegamento e autoconoscenza mediante le altre due sussistenze a lui cosustanziali del Logos-Figlio e dell'Intellectus-Spirito Santo. Quest'atto di autolimitazione e autodeterminazione di ciò che procede da quanto è ancora un pre-essere indeterminato, viene espresso nella terna "essere-vivere-intelligere". Così l'essere di Dio è vita e pensiero, un pensar-se-stesso che non è un atteggiamento ricettivo, ma una fondazione attiva e vivente di se stesso e, per implicazione, di tutto l'essere trinitario:
()
Quello che la conclusione del quarto libro dell'Adversus Arium delinea mediante una sofisticata speculazione, il terzo De Trinitate Hymni lo canta, da una prospettiva sempre cangiante, semplicemente lodando:
Lo stesso vale per la forma e il conoscere,
così si triplica ogni semplice unitarietà,
o beata trinità.
...Poiché Tu Dio sei forma, la forma è in Te (che sei l'Inconcepibile) come concetto,
e quindi Tu conosci la Tua sostanza nel concetto,
e in virtù di ciò Ti è noto il Padre,
poiché Tu Figlio riposi nel suo grembo,
da lui generato...
Tu, Spirito Santo, sei legame; un legame è ciò che ricompone due distinti in unità,
affinché Tu tutto connetta, connetti dapprima solo i due,
E Tu stesso sei il nesso dei due come terzo e come tale facendo dei due Uno non sei separato in nulla dall'Uno.
O beata trinità.»
(.)
La dottrina della triade intellegibile (in greco: νοητὴ τριάς; trasl. noētē trhiás) ;  ha radici storiche attestate in Platone e nel filosofi neoplatonici (Plotino, Porfirio, Giamblico, Siriano, Proclo e l'ultima fase del neoplatonismo), oltre a vari Padri della Chiesa e filosofi gnostici vissuti fra il III e il V secolo. Vittorino fu il primo filosofo ad introdurre la dottrina della Triade Intellegibile all'interno della Patristica cristiana.

Secondo tale concezione l'essere è composto da tre momenti:
1. εἶναι (trasl. einai)-esse,
2. ζῆν (trasl. zēn) -vivere,
3. νοεῖν (trasl. noein) -intelligere.

Vittorino fu il primo a proporre una corrispondenza biunivoca fra queste tre idee e le tre ipostasi della Ss. Trinità. La Persona del Padre Dio viene identificata con l'Essere Supremo o semplicemente Essere, mentre il Figlio Dio e lo Spirito Santo Dio sono identificati rispettivamente con il vivere (il mistero cristologico) e con l'intelligere. Esiste un movimento trinitario bidirezionale nel quale:
- l'Essere Supremo (il Padre Dio) esiste o vive in relazione al Figlio, che Egli ha generato prima di tutti i secoli e che per opera dello Spirito Santo, procedente dal Padre, si è incarnato nel grembo di Maria Vergine: sia la generazione che l'incarnazione muovono dall'essere al vivere e dal Padre verso il Figlio;
- lo Spirito Santo Dio è l'autocoscienza del Figlio Dio che ha di sé in quanto persona vivente, e del Padre in quanto persona dell'Essere Supremo: lo Spirito Santo muove nel verso opposto, nella direzione che dal Figlio ritorna al Padre.

## Opere
- Ars grammatica.
- Explanationes in Ciceronis Rhetoricam.
- Isagoge Porphyrii translata (fragmenta).
- De definitionibus.
- De Physicis Liber.
- In Topica Ciceronis libri IV.
- De Generatione Divini Verbi ad Candidum Arianum.
- Marii Victorini rhetoris urbis Romae ad Candidum Arianum.
- Candidi epistula ad Marium Victorinum.
- Adversus Arium libri IV.
- De Trinitate Hymni.
- Ad Justinum Manichaeum Contra Duo Principia Manichaeorum.
- Commentarium in Epistulam ad Galatas
- Commentarium in Epistulam ad Ephesios.
- Commentarium in Epistulam ad Philippenses.

Edizione moderna
- Marii Victorini Opera, vol. I: Pars prior. Opera theologica, recensuerunt Paulus Henry S.I. et Petrus Hadot; Vol. II: Pars posterior. Opera exegetica, recensuit Franco Gori, Vindobonae: Hoelder-Pichler-Tempsky, 1971-1986.

## Traduzioni italiane
- Mario Vittorino, Opere teologiche, a cura di Claudio Moreschini, Torino, UTET, 2007.
- Mario Vittorino, Commentari alle epistole di Paolo agli Efesini, ai Galati, ai Filippesi, edizione critica con introduzione, traduzione, note e indici a cura di Franco Gori, Torino, S.E.I., 1981.
- Mario Vittorino, Sulla generazione di Dio. Il confronto epistolare con Candido l'ariano, Testo latino traduzione, introduzione e note a cura di Giuseppe Balido, Napoli, Editrice Domenicana, 2013